# Anchastus rutilus
Anchastus rutilus là một loài bọ cánh cứng trong họ Elateridae. Loài này được Klug miêu tả khoa học năm 1835.